# 市川鶴鳴
市川 鶴鳴（いちかわ かくめい、1740年（元文5年）- 1795年8月22日（寛政7年7月8日））は、江戸時代中期の儒学者である。名は匡、通称は多門。

## 経歴・人物
高崎藩士の家系だった市川正芳の子として生まれる。後に父が死去した事により、藩を離脱し荻生徂徠一門の大内熊耳の門人なり儒学を学んだ。その後蘐園学派の学者や講師として、尾張や薩摩、畿内等を転々とて活動した。
1790年（寛政2年）に発生した寛政異学の禁においては、学問の統制を反対する側の「五鬼」（亀田鵬斎、山本北山、冢田大峯、豊島豊洲）の一員として有名になった。1791年（寛政3年）にはかつての高崎藩の招聘にされた。没後は東京都港区虎ノ門に所在する光明寺に鶴鳴の墓が建てられた。子に兵学者の市川一学がいる。

## 主な著作物

### 主著
- 『末賀能比連（まがのひれ）』- 筆名は市川匡麻呂で[2]、本居宣長が執筆した『直毘霊』に言及されている国学思想を批判した内容が言及されている[2][3]。

### その他の著書
- 『大学精義』
- 『中庸精義』
- 『帝範国字解』
- 『臣軌国字解』